# پلینسبورو، نیوجرسی
پلینسبورو (به انگلیسی: Plainsboro Township) شهری در ایالت نیوجرسی کشور ایالات متحده آمریکا است که جمعیت آن در سرشماری سال ۲۰۱۰ میلادی، ۲۲٬۹۹۹ نفر بوده‌است.